# Foxboro Hot Tubs
Foxboro Hot Tubs — американская группа, играющая рок-н-ролл и гаражный рок. Основана участниками известной калифорнийской панк-рок команды Green Day и является дочерним проектом группы.
Седьмой студийной работой Green Day был в 2004-м году альбом «American Idiot», который стал невероятно успешным и собрал множество наград, в числе которых Grammy, MTV VMA и EMA. Однако с тех пор прошло много времени, но вот совсем недавно парни из Green Day удивили всех своим оригинальным пиар и музыкальным решением.
22 апреля 2008 года состоялся релиз первого альбома, состоящего из 12-ти песен. Вскоре выяснилось, что Foxboro Hot Tubs — это шифрующиеся Green Day. Поклонники коллектива сразу вычислили этот подвох. По словам фронтмена Билли Джо Армстронга, музыканты хотели пошутить и проверить реакцию слушателей.
Новая группа отличается от Green Day количеством участников: бессменное трио в лице Билли Джо Армстронга, Майкла Дирнта и Тре Кула усилено сессионными музыкантами Джейсоном Уайтом, Джейсоном Фризом, обычно сопровождающими «гриндеевцев» в турах, и Кевином Престоном.
Название нового проекта Билли Джо объяснил так: Foxboro Hot Tubs увековеченное местечко в их родном Беркли в Калифорнии, где участники Green Day приятно оттягивались и проводили время в бытность свою молодыми да зелеными.

## Состав группы
- Билли Джо Армстронг — ведущий вокал
- Майк Дёрнт — бас-гитара, бэк-вокал
- Тре Кул — барабаны, перкуссия
- Джейсон Уайт — соло-гитара

## Дискография

### Студийные альбомы
| Название              | Дата выпуска    | Лейбл        |
| --------------------- | --------------- | ------------ |
| Stop Drop and Roll!!! | 22 апреля, 2008 | Warner Music |

### Синглы
| Год  | Название           | Альбом                |
| ---- | ------------------ | --------------------- |
| 2008 | Mother Mary        | Stop Drop and Roll!!! |
| 2008 | The Pedestrian     | Stop Drop and Roll!!! |
| 2008 | Stop Drop and Roll | Stop Drop and Roll!!! |